# Oinikhol Bobonazarova
Oinikhol Bobonazarova (...) è un'attivista tagika.

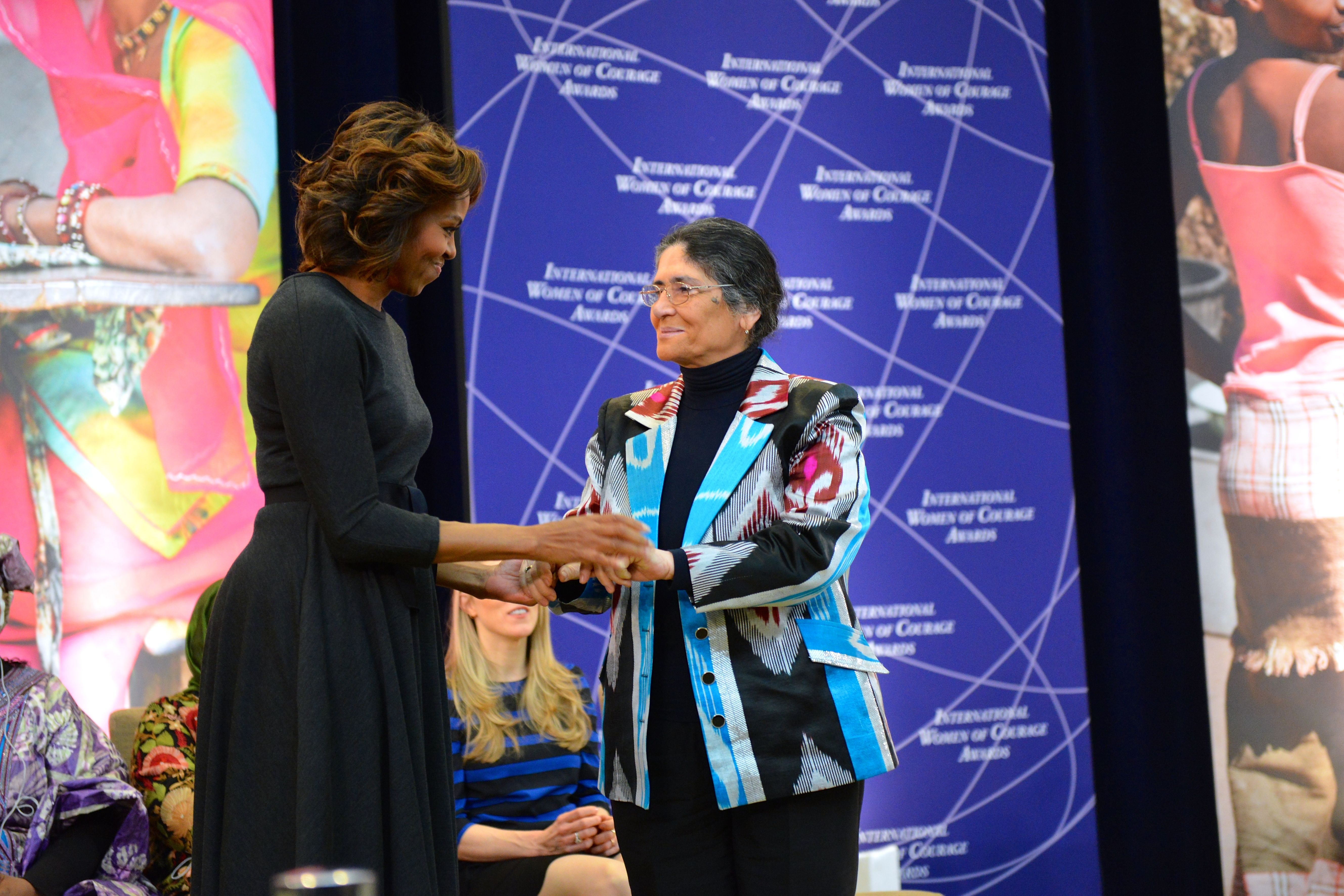
International Women of Courage Award, 2014. La First Lady degli Stati Uniti Michelle Obama con Oinikhol Bobonazarova

Nel 1993, fu arrestata e condannata per tradimento per un presunto complotto. Dopo aver scontato alcuni mesi in prigione, è diventata consulente per i diritti umani nell'ufficio tagiko dell'Organizzazione per la sicurezza e la cooperazione in Europa. Ha anche lavorato per il ramo tagiko della Open Society Foundation e dal 2013 è responsabile del 
gruppo per i diritti umani "Perspektiva Plus", che lavora per i diritti dei prigionieri, delle donne e dei migranti del lavoro tagiki. Ha anche lavorato per creare il primo programma indipendente di monitoraggio delle carceri del Tagikistan da quando le sue prigioni sono state chiuse all'accesso esterno nel 2004.
Nel 2013 è diventata la prima donna a cercare di candidarsi alla presidenza in Tagikistan, ma la sua campagna non è riuscita a raccogliere abbastanza firme per continuare.
Ha ricevuto un premio International Women of Courage nel 2014. È stata la prima donna tagika a ricevere questo premio.